# Ligusticopsis
Ligusticopsis là chi thực vật có hoa trong họ Apiaceae.